# Antist (España)
Antist es una localidad española del municipio de Torre de Capdella, perteneciente a la provincia de Lérida, en la comunidad autónoma de Cataluña.

## Historia
Hacia mediados del siglo XIX, el lugar, por entonces con ayuntamiento propio, tenía contabilizada una población de 36 habitantes. Aparece descrito en el segundo volumen del Diccionario geográfico-estadístico-histórico de España y sus posesiones de Ultramar de Pascual Madoz de la siguiente manera:

ANTIST: l. con ayunt. en la prov. de Lérida (16 horas), part. jud. de Sort (6), adm. de rent. y oficialato de Tremp (3 1/2), aud. terr. y c. g. de Cataluña (Barcelona 48), dióc. de Seo de Urgel: sit. en la cúspide de un cerro circuido de otros tres mas elevados, donde le combaten principalmente los vientos del N. y O., y su clima, aunque frio, es bastante sano, sin conocerse mas enfermedades comunes que algunas inflamaciones biliosas y pulmonias. Tiene 8 casas que forman una calle de piso pendiente, y 1 igl. parr., dedicada á Ntra. Sra. del Rosario, de las que son añejas las de Estavill y Castell Estahó; sirve el culto un cura párroco llamado rector, cuyo destino es de primer ascenso, y lo provee S. M. ó el diocesano, segun los meses en que vaca, mediante oposicion en concurso general: los niños de este l. concurren á la escuela de primeras letras de la Pobleta de Bellvehi, díst. una hora. Confina el térm. por N. con el de Obeix, por E. con el de Castell Estahó, por S. con el de Estavill, y por O. con el de Lara, teniendo de estension de N. á S. 3/4 de hora, y 1/2 de E. á O. El terreno es muy escarpado, de manera que las lluvias ocasionan muchos daños, arrastrando con frecuencia las tierras labradas, que ascienden á 42 jornales, de mediana calidad. Los caminos son de herradura y de dificil tránsito. Prod.: trigo, bastante centeno, alguna avena, patatas, legumbres y buenas manzanas de invierno: cria ganado mular, de cerda, lanar y cabrio: comercio: el de esportacion de los frutos sobrantes; que se venden en el mercado de la Pobla de Segur, dist. 2 1/2 horas, de cuyo punto se importan los géneros necesarios, coloniales y ultramarinos: pobl.: 3 vec., 36 alm: : cap. imp.: 12,717 rs.: contr.: 1,139 rs. La fiesta del patrono del pueblo, que es San Estéban, se celebra con la posible solemnidad el 26 de diciembre. En otro tiempo era de señ. ecl., y el diocesano nombraba al baile ó alcalde: cobraba el diezmo de los frutos, y la primicia correspondia al cura.
(Madoz, 1845, p. 342)

En la actualidad pertenece al municipio de Torre de Capdella. En 2022, tenía empadronados 21 habitantes.